# Lily Loveless
Lily May Loveless (Finsbury Park, Londres, 16 de abril de 1990) é uma atriz britânica conhecida pelo papel de Naomi Campbell na série Skins.

## Carreira
Loveless fez a sua estréia na terceira temporada de série Skins, interpretando Naomi Campbell, a adolescente sexualmente confusa. Ela tem comparado sua personagem a si mesma, como uma versão um pouco mais extrema,e descreveu as cenas mais intensas(tais como as cenas de sexo),como as experiências benéficas que ajudam a "empurrar" sua carreira como atriz a outro nivel. Loveless fazia parte do "Psychotic Dance Company", um premiado grupo de dança que se especializou em dança de rua misturado com outros estilos de dança urbana. Em junho de 2007, ela dançou com o "Psychotic Dance Company" no Tottenham Carnival.

## Filmografia
| Ano             | Produção                          | Personagem         | Notas                                           |
| --------------- | --------------------------------- | ------------------ | ----------------------------------------------- |
| 2009            | T4 on the Beach                   | Ela mesma          | Especial de TV                                  |
| 2009-2010; 2013 | Skins                             | Naomi Campbell     | Série de televisão, 3º e 4º temporada e T7 E1-2 |
| 2009            | Seven PM                          | Fox                | Curta-metragem                                  |
| 2010            | 100 Greatest Toys                 | Ela mesma          | Filme                                           |
| 2010            | Thorne: Sleepyhead                | Chloe              | Série de televisão                              |
| 2010            | Hit and Run                       | Shelley            | Curta-metragem                                  |
| 2010            | Combat Kids                       | Bex Clayton        | Série de televisão, 1º temporada                |
| 2011            | Bedlam                            | Sadie Novak        | Série de televisão, T1 E3                       |
| 2011            | Sket                              | Hannah             | Filme                                           |
| 2011            | The Fades                         | Anna Roberts       | Série de televisão, 1º temporada                |
| 2011            | The Sarah Jane Adventures         | Ellie              | Série de televisão, T5 E3-4                     |
| 2012            | Wallander                         | Margaretha Harkala | Série de televisão, T3 E3                       |
| 2012            | The Good Cop                      | Lucy               | Minissérie, T1 E4                               |
| 2012            | Candle to Water                   | Chrissie           | Filme                                           |
| 2013            | The Crash (2013)                  | Ashley Wainwright  | Série de televisão                              |
| 2013            | Fear of Water                     | Alexia             | Filme                                           |
| 2013            | Mugged                            | Ros                | Curta-metragem                                  |
| 2014            | Dead in the Water                 | Nicole             | Drama radiofônico                               |
| 2014            | DCI Banks                         | Tracy Banks        | Série de televisão, 4° temporada                |
| 2014            | The Great War: The People's Story | Dorothy Lloyd      | Minissérie documentário, T1 E1-2                |
| 2015            | Set the Thames on Fire            | Emily              | Filme                                           |
| 2015            | The Jeanmaker                     | Apple-Clementine   | Curta-metragem                                  |
| 2015            | Cuffs                             | Cinnamon           | Minissérie, T1 E1                               |
| 2016            | 322                               | Trabalhadora 345   | Curta-metragem                                  |
| 2016            | The Musketeers                    | Elodie             | Série de televisão, T3 E7 e T3 E10              |
| 2018            | The Royals                        | Greta              | Série de televisão, 4° temporada                |
| 2018            | We The Kings                      | Lucy               | Filme                                           |
| 2020            | Não Fale com Estranhos            | Ingrid Prisby      | Minissérie, T1 E1-6 e T1 E8                     |

## Vida Pessoal
Loveless se formou na "Millfields Community Primary School" e também na "Cardinal Pole Roman Catholic School", ambas situadas em Hackney, leste de Londres. Ela revelou ao NME que as suas bandas favoritas são o Arctic Monkeys (grupo de Rock britânico) e o Red Hot Chili Peppers. Ela disse também que gosta das músicas de artistas como Florence and the Machine, pois trata-se de algo teatral e, que quando ela ouve as músicas, passa a comparar as cenas com diversos filmes. Ela sabe também tocar piano. Em seu Twitter oficial, ela disse que sua altura é inferior a 1,68m. Lily Loveless é torcedora do Arsenal, time inglês de futebol.
Loveless voltou para o papel de Naomi Campbell em Skins para a sétima temporada que foi lançada no ano de 2013.